# Minami Kuribayashi
Minami Kuribayashi (栗林 みな実 Kuribayashi Minami?,  Shizuoka, Japón, 11 de junio de 1976) es una cantante y seiyū japonesa. Debutó como seiyu en el anime Kimi ga Nozomu Eien. También es miembro de la banda Sound Horizon desde 2008. Es reconocida por su actuación de voz y habilidades de canto.
Hace la intro de algunos animes como Hataraku Maō-sama! (はたらく魔王さま! ¡El Rey Demonio trabaja!?)

## Filmografía

### Anime
- Kimi ga Nozomu Eien (Suzumiya Haruka)
- Akane Maniax (Suzumiya Haruka)
- Mai Otome (Erstin Ho)

### Juegos
- Kimi ga Nozomu Eien (Suzumiya Haruka)
- Muv-Luv (Yashiro Kasumi)
- Muv-Luv Alternative (Yashiro Kasumi, Suzumiya Haruka)

### Música
- Kimi ga Nozomu Eien

Opening
- Precious Memories

Endings
- Episodio 2: Rumbling Hearts
- Episodios 3 al 13: Hoshizora no Waltz

## Discografía

### Álbumes originales
- 2004: Overture
- 2006: Passage
- 2007: Fantastic arrow
- 2008: Dream link
- 2010: Mind touch
- 2011: Miracle fruit
- 2013: Tight Knot

### CD
- Kimi ga Nozomu Eien Soundtrack Plus
- Kimi ga Nozomu Eien Dramatheater vol. 1 Suzumiya Haruka
- Kimi ga Nozomu Eien Dramatheater vol. 2 Hayase Mitsuki
- Kimi ga Nozomu Eien Dramatheater vol. 3 Suzumiya Akane
- Muv-Luv
- Muv-Luv BASXI ver.
- CC♪4U
- Kimi ga Nozomu Eien Dramatheater vol. 4 Rajio Special
- Kaze no Yukue/yours
- Muv-Luv Original Soundtrack
- SONGS FROM age
- Blue tears
- "Hello, world.
- Precious Memories
- AngelicVale Progress special CD
- Kimi ga Nozomu Eien Portrait＊2 Suzumiya Haruka
- Tsubasa wa Pleasure Line
- Junjyou Fever
- Kimi ga Nozomu Eien Original Soundtrack vol. 1
- Chrno Crusade Original Soundtrack vol. 1
- Kiminozo Rajio CD
- Fight～Theme of Rumbling Angel～
- PC age CD-ROM2 vol. 1
- Kimi ga Nozomu Eien Original Soundtrack vol. 2
- PC age CD-ROM2 vol. 2
- Galaxy Angel Yaminabe
- Shining☆Days
- Kuribayashi Minami BEST ALBUM 『Overture』
- Chocolat au lait (Detatoko Princess - Opening)
- PC age CD-ROM2 vol. 3
- beginning
- Shining☆Days Re-Product&Remix&PV
- MAGIC
- School Days Vocal Album
- ONENESS
- Muv-Luv (versión alternativa)
- PC age CD-ROM2 vol. 4
- Blue treasure
- Dream☆Wing
- Believe yourself
- Crystal Energy
- Love Adventure
- Kuribayashi Minami BEST ALBUM 2 『Passage』
- Sympathizer (Kurokami: The Animation - Opening)

### CD de Bandas Sonoras
- Kimi ga Nozomu Eien Soundtrack Plus
- Muv-Luv Original Soundtrack
- Kimi ga Nozomu Eien Soundtrack vol. 1
- Chrno Crusade Original Soundtrack
- Kimi ga Nozomu Eien Soundtrack vol. 2
- Tideline Blue Original Soundtrack
- Akane Maniax Original Soundtrack
- Muv-Luv Alternative Original Soundtrack

### DVD
- Kuribayashi Minami en BASXI Secret Live "Birthday eve"
- Video musical Kuribayashi Minami "Precious Memories"